# Wachttoren-, Bijbel- en Traktaatgenootschap
Het Wachttoren-, Bijbel- en Traktaatgenootschap (ook wel "Wachttorengenootschap") werd op 16 februari 1881 in Pittsburgh (Pennsylvania, Verenigde Staten), opgericht als Zion's Watch Tower Tract Society en fungeerde als rechtspersoon voor de Bijbelonderzoekers. Tot 1 september 2011 fungeerde het als het kerkgenootschap van Jehova's getuigen, met als doel: "Uitgave en verspreiding van Bijbels, boeken, bladen en andere bijbellectuur", totdat werd aangekondigd dat de functie van kerkgenootschap voortaan zou worden vervuld door de (reeds eerder opgerichte) stichting Christelijke Gemeente van Jehovah's Getuigen (met een h). Het hoofdkantoor in Warwick (Orange County (New York)) en de bijkantoren van het Wachttorengenootschap worden door Jehova's getuigen Bethel (naar het Hebreeuwse Bethel: Huis van God) genoemd. Degenen die gaan werken op Bethel treden formeel toe tot de orde der Bethelieten.

## Geschiedenis
Het Wachttorengenootschap werd in 1881 opgericht als Zion's Watch Tower Tract Society met William Henry Conley, een zakenman uit Pittsburgh, als president en Charles Taze Russell als secretaris-penningmeester. In de tijd die verstreek tussen het oprichten en inschrijven van het Wachttorengenootschap en het verlenen van rechtspersoonlijkheid, verloor Conley kennelijk veel van zijn vertrouwen in Russell (zie zijn biografie) en staakte hij zijn donaties (grotendeels of volledig). Toen het Wachttorengenootschap rechtspersoonlijkheid werd verleend op 15 december 1884 had Conley zich geheel teruggetrokken uit de activiteiten van het Wachttorengenootschap en had Russell de functie van president overgenomen. Omdat Russell de president was op het moment van verlenen van rechtspersoonlijkheid, beschouwen de meeste Jehova's getuigen Russell als eerste president.
In 1896 werd de naam van de corporatie officieel veranderd in Watch Tower Bible and Tract Society (WTBTS). In 1898 droeg Russell het eigendomsrecht op de Tower Publishing Company (een firma die eigendom was van Russell) door een schenking over aan de Watch Tower Bible and Tract Society.
Inmiddels zijn er verschillende aandeelhouders, al is niet openbaar wie de aandelen in portefeuille hebben. Het bestuur van het Wachttorengenootschap wordt sinds 1944 gevormd door 500 leden met gelijk stemrecht.
De Nederlandse afdeling werd in september 1922 opgericht onder de naam: Watch Tower Bible and Tract Society of Pennsylvania, bijkantoor Nederland. Uiterlijk 1980 werd de naam gewijzigd in Wachttoren-, Bijbel en Tractaatgenootschap en uiterlijk 1988 werd de huidige naam Wachttoren-, Bijbel- en Traktaatgenootschap geregistreerd.
In een brief van 1 augustus 2011 werd aangekondigd dat de functie van kerkgenootschap voortaan zou worden vervuld door de (reeds eerder opgerichte) stichting Christelijke Gemeente van Jehovah's Getuigen (met een h).

### Onderscheid Wachttorengenootschap en Besturend Lichaam
Tot 1971 kon het Besturend Lichaam worden gelijkgesteld aan het Wachttorengenootschap. Sindsdien is (eerst doctrinair, daarna praktisch) onderscheid gemaakt tussen beide organen en is het Wachttorengenootschap getransformeerd naar een uitgeverij met de primaire verantwoording voor het uitgeven, drukken en verspreiden van bijbels en op de Bijbel gebaseerde lectuur. Doctrinair is de functie van het Wachttorengenootschap als volgt:

Om de dingen echter in het juiste perspectief te houden, werd uiteengezet dat wanneer in De Wachttoren over „Het Genootschap" werd gesproken, dit geen betrekking had op louter een wettelijk instrument, maar op het lichaam van gezalfde christenen die dat wettelijke orgaan hadden gevormd en er gebruik van maakten. Deze uitdrukking had dus betrekking op de getrouwe en beleidvolle slaaf met zijn Besturende Lichaam.

Vanaf 2000 richten de leden van het Besturend Lichaam zich uitsluitend op de leerstellige aspecten en zijn zij ook uit het bestuur van het Wachttorengenootschap getreden.
Deze ontwikkeling leidde uiteindelijk tot de aankondiging dat de functie van kerkgenootschap vanaf 1 september 2011 zou worden vervuld door de (reeds eerder opgerichte) stichting Christelijke Gemeente van Jehovah's Getuigen (met een h).

## Rechtspersonen
De belangrijkste corporatie is gevestigd in de Verenigde Staten en heet Watch Tower Bible and Tract Society of Pennsylvania; deze corporatie is houder van het copyright van de publicaties. Een andere belangrijke corporatie is Watchtower Bible and Tract Society of New York, Inc.; deze corporatie wordt gebruikt voor administratief-bestuurlijke aspecten, vooral binnen de Verenigde Staten, zoals het aankopen en beheren van onroerend goed.
Het Wachttorengenootschap heeft bijkantoren over de hele wereld, waaronder in België (Kraainem), Nederland (Emmen) en Suriname (Paramaribo). Het Wachttorengenootschap in Nederland staat ingeschreven als onderneming met als rechtsvorm kerkgenootschap.  Formeel is de relatie tussen Jehova's getuigen en het Wachttorengenootschap in Nederland als volgt:

Jehovah's Getuigen in Nederland worden voor wat betreft de inrichting en het bestuur van hun Kerkgenootschap in en buiten rechte vertegenwoordigd door het Wachttoren-, Bijbel- en Traktaatgenootschap; ... Jehovah's Getuigen kunnen plaatselijke afdelingen hebben, die als zelfstandige gemeenten functioneren. Het bestuur van Jehovah's Getuigen wordt gevormd door het Genootschap, bestaande uit een college and [sic] drie of meer bestuurders die door het Besturende Lichaam van Jehovah's Getuigen te Brooklyn, New York, zijn aangesteld.

Naast het Wachttorengenootschap zelf zijn er diverse stichtingen, verenigingen en fondsen opgericht met specifieke functies.

### Belangrijke rechtspersonen
- Watch Tower Bible and Tract Society of Pennsylvania: de belangrijkste rechtspersoon die door de beweging wordt gebruikt om hun leerstellingen te verspreiden. Stemgerechtigden uit de gehele wereld komen jaarlijks samen en kiezen, of herkiezen, 7 directieleden (die zelf een medewerker uitkiezen die hun zaken waarneemt indien nodig). Zij kiezen ook de president van het Wachttorengenootschap.[18] De huidige president is: Don Alden Adams.
- Watchtower Bible and Tract Society of New York, Inc.. De huidige president is: Leon Weaver Jr.
- International Bible Students Association: een vereniging in Londen die hoofdzakelijk verantwoordelijk is voor Britse aangelegenheden van Jehova's getuigen.[18]

### Rechtspersonen in Nederland
- Wachttoren-, Bijbel- en Traktaatgenootschap[19]
- Stichting Genootschap tot Verbreiding van het Evangelie[19]
- Stichting Wereldwijde Educatieve Services[19][20]
- Christelijke Gemeente van Jehovah's Getuigen in Nederland[19]: het kerkgenootschap dat zorg draagt voor Nederlandse aangelegenheden; in België is een gelijkwaardig en gelijknamig rechtspersoon

Los van deze landelijke rechtspersonen wordt voor de bouw en de exploitatie van iedere koninkrijkszaal een plaatselijke stichting opgericht:
- Stichting Bouw en Exploitatie Koninkrijkszaal (gevolgd door de plaats waar de koninkrijkszaal staat)[19]

### Rechtspersonen in België
- Christelijke Gemeente van Jehovah’s Getuigen (verantwoordelijke uitgever: Marcel Gillet)

### Fondsen
- Koninkrijkszalenfonds: een fonds dat is opgebouwd uit giften en waarvan de middelen worden uitgeleend aan gemeenten om Koninkrijkszalen te bouwen of vergroten[21]
- Rampenfonds: een fonds dat is opgebouwd uit giften en waarvan de middelen worden aangewend om Jehova's getuigen te helpen die door een ramp zijn getroffen[22]

## Bestuursstructuur
Het bestuur van het Wachttorengenootschap wordt sinds 1944 gevormd door 500 leden met gelijk stemrecht. De leden komen jaarlijks bijeen; het verslag ervan verschijnt in De Wachttoren en bevat uitsluitend enkele goede berichten uit verschillende landen. Behalve het bedrag dat jaarlijks wordt uitgegeven om volle-tijds evangelisten te ondersteunen, worden geen financiële gegevens openbaar gemaakt. Inzicht in de totale waarde van het omvangrijke onroerend goed of in de inkomsten en uitgaven wordt niet verstrekt.
Aan het hoofd van de corporaties in de Verenigde Staten staat een president. Daarnaast kent het bestuur een vice-president, een secretaris en reguliere bestuursleden.
De staf van de belangrijkste corporatie is sinds 1-9-2005 als volgt:
- President: Don Alden Adams
- Vice-president: Robert W. Wallen, William F. Malenfant
- Secretaris / Penningmeester: Richard E. Abrahamson
- Bestuur: Danny L. Bland, Philip D. Wilcox, John N. Wischuk

### Landelijk bestuur
Tot 1976 was er één persoon die door het Besturend Lichaam was aangesteld om vanuit het landelijke bijkantoor leiding te geven aan de activiteiten van Jehova's getuigen. Deze werd landsopziener (soms ook landsdienaar genoemd). In 1976 is de functie landsopziener vervangen door een bijkantoorcomité dat uit 4 tot 6 personen bestaat met één coördinator. Alleen mannelijke verkondigers (gedoopte Jehova's getuigen die van deur tot deur evangeliseren) kunnen officiële functies bekleden bij Jehova's getuigen.
De scheiding die sinds 2000 is toegepast op het hoofdbestuur van enerzijds het Besturend Lichaam en anderzijds het Wachttorengenootschap is op dit niveau niet doorgevoerd. Vrijwel altijd zijn leden van het bijkantoorcomité ook de wettelijk vertegenwoordigers van het Wachttorengenootschap.

### Presidenten
| Foto                       | President van het Wachttorengenootschap | Geboren / Overleden                                                                      | Begin van presidentschap            | Vicepresident van het Wachttorengenootschap | Opmerkingen: |
| -------------------------- | --------------------------------------- | ---------------------------------------------------------------------------------------- | ----------------------------------- | --- | --- |
| William Henry Conley       | William Henry Conley                    | 11 juni 1840, (??) / 25 juli 1897, Pittsburgh, Pennsylvania                              | 16 februari 1881                    | Joseph L. Russell | |
| William Henry Conley       | William Henry Conley                    | 11 juni 1840, (??) / 25 juli 1897, Pittsburgh, Pennsylvania                              | 16 februari 1881                    | Joseph L. Russell | President van de Zion's Watch Tower Society bij oprichting.                                                       |
| Charles Taze Russell       | Charles Taze Russell                    | 16 februari 1852, Allegheny (Pennsylvania, VS) / 31 oktober 1916, Pampa (Texas)          | 15 december 1884                    | William I. Mann (?) Henry Weber (1884 - 1904) W.C. McMillan (?) | |
| Charles Taze Russell       | Charles Taze Russell                    | 16 februari 1852, Allegheny (Pennsylvania, VS) / 31 oktober 1916, Pampa (Texas)          | 15 december 1884                    | William I. Mann (?) Henry Weber (1884 - 1904) W.C. McMillan (?) | "Pastor" Russell was president toen Zion's Watch Tower Society rechtspersoonlijkheid werd verleend.               |
| Joseph Franklin Rutherford | Joseph Franklin Rutherford              | 18 november 1869, Morgan (Missouri, VS) / 8 januari 1942 San Diego (Californië)          | 6 januari 1917                      | Alfred I. Ritchie (1916) Andrew N. Pierson (1916) - ?) Charles H. Anderson (5 januari 1918 - 3 januari 1919) Charles A. Wise (4 januari 1919 - 1935) Nathan Homer Knorr (1935 - 1942) | |
| Joseph Franklin Rutherford | Joseph Franklin Rutherford              | 18 november 1869, Morgan (Missouri, VS) / 8 januari 1942 San Diego (Californië)          | 6 januari 1917                      | Alfred I. Ritchie (1916) Andrew N. Pierson (1916) - ?) Charles H. Anderson (5 januari 1918 - 3 januari 1919) Charles A. Wise (4 januari 1919 - 1935) Nathan Homer Knorr (1935 - 1942) | "Rechter" Rutherford                                                                                              |
| Nathan Homer Knorr         | Nathan Homer Knorr                      | 23 april 1905, Bethlehem (Pennsylvania, VS) / 8 juni 1977 (Brooklyn (New York, VS))      | 13 januari 1942                     | Hayden Cooper Covington (1942-1945) Frederick William Franz (1945-1977) | |
| Nathan Homer Knorr         | Nathan Homer Knorr                      | 23 april 1905, Bethlehem (Pennsylvania, VS) / 8 juni 1977 (Brooklyn (New York, VS))      | 13 januari 1942                     | Hayden Cooper Covington (1942-1945) Frederick William Franz (1945-1977) | |
| Frederick William Franz    | Frederick William Franz                 | 12 september 1893, Covington (Kentucky, VS) / 22 december 1992 (Brooklyn (New York, VS)) | 22 juni 1977                        | Milton George Henschel (1977 - 1992) | |
| Frederick William Franz    | Frederick William Franz                 | 12 september 1893, Covington (Kentucky, VS) / 22 december 1992 (Brooklyn (New York, VS)) | 22 juni 1977                        | Milton George Henschel (1977 - 1992) | Franz werd (liefkozend) het "orakel" van de organisatie van Jehova's getuigen genoemd.                            |
| Milton George Henschel     | Milton George Henschel                  | 9 augustus 1920, Pomona, New Jersey. / 22 maart 2003 (Brooklyn (New York, VS))           | 30 december 1992 tot 7 oktober 2000 | W. Lloyd Barry (? - 1999) | |
| Milton George Henschel     | Milton George Henschel                  | 9 augustus 1920, Pomona, New Jersey. / 22 maart 2003 (Brooklyn (New York, VS))           | 30 december 1992 tot 7 oktober 2000 | W. Lloyd Barry (? - 1999) | Henschel legde zijn ambt uit eigen beweging neer.                                                                 |
| Don Alden Adams            | Don Alden Adams                         | 1925, Oak Park, Illinois, VS                                                             | 7 oktober 2000 tot 2016             | Robert W. Wallen William F. Malenfant | |
| Don Alden Adams            | Don Alden Adams                         | 1925, Oak Park, Illinois, VS                                                             | 7 oktober 2000 tot 2016             | Robert W. Wallen William F. Malenfant | De benoeming van Adams als president markeerde de voltooiing van een proces dat jaren daarvoor in gang was gezet. |
|                            | Robert Ciranko                          |                                                                                          | 2016                                | Robert W. Wallen William F. Malenfant | |
|                            | Robert Ciranko                          |                                                                                          | 2016                                | Robert W. Wallen William F. Malenfant | |

## Activiteiten
Alle publicaties van Jehova's getuigen worden uitgegeven door het Wachttorengenootschap. De belangrijkste communicatiekanalen zijn De Wachttoren en brieven die naar de plaatselijke vertegenwoordigers in de gemeenten van Jehova's getuigen geschreven worden. Ieder jaar geeft het ook boeken, brochures en andere publicaties uit waar de geloofsstandpunten rond een thema uiteen worden gezet. Het Schrijverscomité van het Besturend Lichaam van Jehova's getuigen voert het opzicht uit op de voorbereidingen en het schrijven en vertalen ervan. De meeste artikelen worden aangeleverd vanaf de bijkantoren wereldwijd, waarna deze door redacteuren worden gecontroleerd en vervolgens vertaald in de talen waarin betreffende publicatie zal verschijnen; dit wordt volledig door vrijwilligers gedaan. Vrouwen mogen ook artikelen schrijven, maar deze mogen niet leerstellig van aard zijn. Behalve in het geval van autobiografische artikelen worden alle publicaties anoniem gepubliceerd. Ook de namen van de redactieleden worden niet vermeld. De publicaties worden op autoriteit van en onder supervisie van het Besturend Lichaam gepubliceerd, De artikelen in De Wachttoren worden beschouwd als de officiële leer van Jehova's getuigen. Via het Wachttorengenootschap verschaft het Besturende Lichaam, dat geen vrijheid toestaat om zaken naar eigen inzicht in te vullen, ook manuscripten voor lezingen.
Het Wachttorengenootschap organiseert congressen en andere vergaderingen die het lokale niveau overstijgen. Aangezien de publicaties in het Engels worden geschreven, is er op de meeste bijkantoren een vertaalbureau. Het Wachttorengenootschap beschikt over tientallen drukkerijen om lectuur in honderden talen te kunnen verspreiden, waarvan sommige publicaties in tientallen talen tegelijk worden uitgegeven. Daarnaast vervaardigen zij audio- en videopublicaties en wordt er gepubliceerd in braille en gebarentaal.
In Nederland zijn er ca. 35 anderstalige gemeenten opgericht. Het Wachttorengenootschap faciliteert het verspreiden van de leerstellingen van Jehova's getuigen in andere talen door contacten te leggen en onderhouden met Jehova's getuigen in omringende landen.
De drukkerijen van de bijkantoren in Nederland en België zijn ontmanteld; in Nederland werd vroeger ook gedrukt voor de Jehova's getuigen in Suriname en de Nederlandse Antillen. Sinds enkele jaren worden de publicaties in het Nederlands voor Europa gedrukt in Engeland en Duitsland; voor de overige Nederlandssprekende gemeenschap van Jehova's getuigen wordt in de Verenigde Staten gedrukt.
Het Wachttorengenootschap stuurt de lokale gemeenten in het land aan door de plaatselijke ouderlingen per brief of via kringopzieners (regionale inspecteurs) van instructie te voorzien.
Het Wachttorengenootschap organiseert ook diverse opleidingsprogramma's zoals de zendelingenschool Gilead. Ook zijn er cursussen voor ouderlingen en fulltime functionarissen van het Wachttorengenootschap.